# Puerto de Piedrafita
El puerto de Piedrafita es un puerto de montaña situado entre la provincia de León y Asturias (España), que comunica las localidades de Piedrafita y Yananzanes. Está situado a una altitud de 1683 metros y atraviesa la cordillera Cantábrica y es propiedad de los descendientes de Juanon del Puerto